# Georg Hamel
Pour les articles homonymes, voir Hamel.
Georg Karl Wilhelm Hamel (12 septembre 1877 à Düren – 4 octobre 1954 à Landshut) est un mathématicien allemand. Il démontre dans un cas particulier, mais via une méthode générale, l'existence d'une base pour un espace vectoriel de dimension infinie.

## Biographie
Georg Hamel étudie à l'université technique de Rhénanie-Westphalie à Aix-la-Chapelle, l'université Frédéric-Guillaume et à l'université de Göttingen, où il passe sa thèse de doctorat, intitulée « Sur les géométries où les géodésiques sont des droites » (Über die Geometrien, in denen die Geraden die Kürzesten sind) en 1901 sous la direction de David Hilbert.
Il soutient sa thèse d'habilitation à l'université de Karlsruhe en 1903. Il est professeur titulaire de l’Institut de technologie de Brünn en 1905, de l'université technique de Rhénanie-Westphalie à Aix-la-Chapelle en 1912 et de l'université technique de Berlin en 1919.
Il est élu membre de l'Académie royale des sciences de Prusse en 1938.
Il travaille en théorie des fonctions, en mécanique et s'intéresse aux problèmes des fondements des mathématiques. À l'occasion de ses recherches sur les solutions non continues de l'équation fonctionnelle de Cauchy, il démontre notamment en 1905 l'existence d'une base des réels vus comme espace vectoriel sur les rationnels, appelée souvent depuis « base de Hamel ». C'est le premier exemple de démonstration d'existence d'une telle base pour un espace vectoriel de dimension infinie, et Hamel utilise explicitement l'axiome du choix, récemment mis en évidence par Zermelo pour démontrer son théorème (1904). Hamel utilise d'ailleurs ce théorème, plus précisément que l'ensemble des réels peut être bien ordonné.
Il propose également une construction axiomatique de la mécanique rationnelle qui joue aujourd'hui un rôle important en génie mécanique. Il expertise pour le gouvernement la machine cryptographique Kryha.
En tant que professeur émérite, Georg Hamel devient en 1953 membre correspondant de l'Académie bavaroise des sciences.